# Sphaeromopsis minutus
Sphaeromopsis minutus là một loài chân đều trong họ Sphaeromatidae. Loài này được Javed & Yousuf miêu tả khoa học năm 1995.